# Milford, Donegal
Milford (iriska: Baile na nGallóglach) är ort i republiken Irland.   Den ligger i grevskapet County Donegal och provinsen Ulster, i den norra delen av landet, 220 km norr om huvudstaden Dublin. Millford ligger 43 meter över havet och antalet invånare är 970.

## Fotogalleri

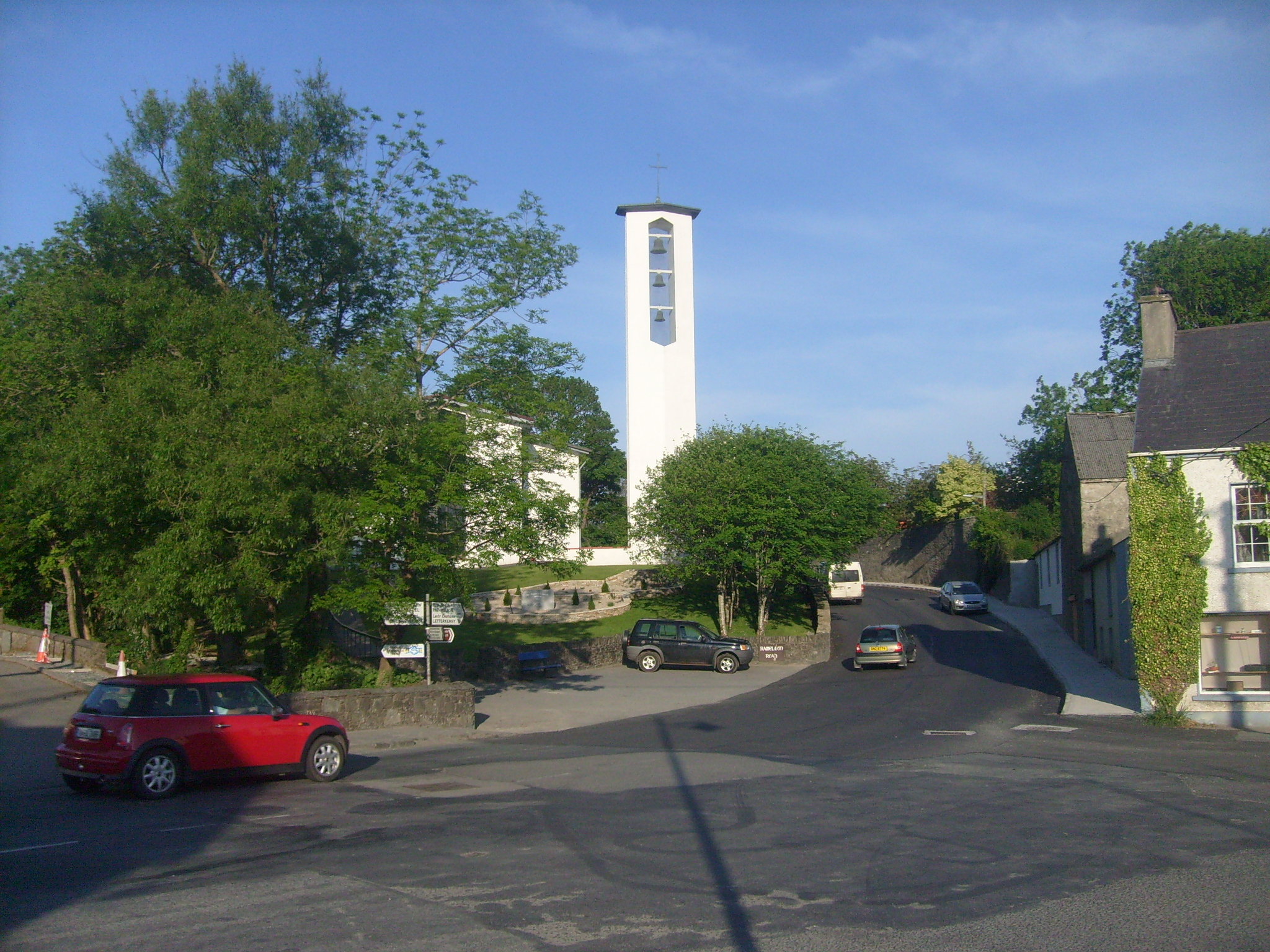
Kyrkan Sankt Peter
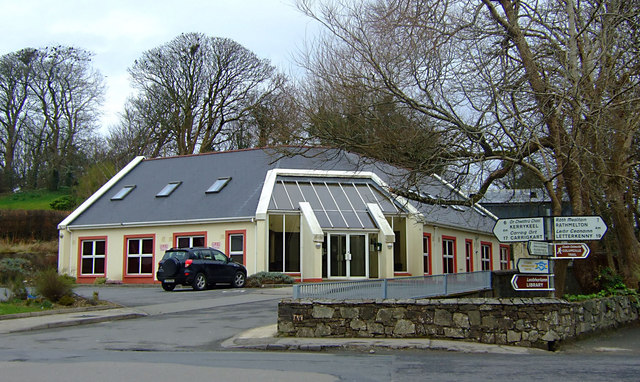
Milfords vårdcentral
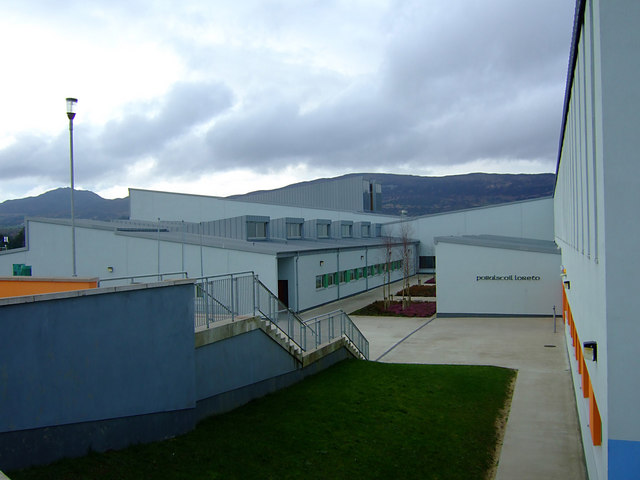
Loreto Community School, ritad av Grafton Architects